# 宮内靖昌
宮内 靖昌（みやうち やすよし）は、日本の建築材料・建築構造/建築工学者。一級建築士。大阪工業大学工学部建築学科教授、建築会元会長・第6代八幡工学実験場長。工学博士（東北大学）。日本建築学会近畿支部第71期常議員。日本建築総合試験所耐震判定委員会委員。大阪府建築士審査会会長。
主な専門は、建築工学・建築構造、建築材料、耐震工学。

## 略歴
香川県高松市出身。1982年大阪工業大学大学院工学研究科建築学専攻修士課程修了。のちに、東北大学より博士号を取得（工学博士）。竹中工務店技術研究所主任研究員を経て、2013年大阪工業大学工学部建築学科教授、2016年大阪工業大学建築会会長。
主な所属学会は、日本建築学会、日本コンクリート工学会など。主な著書は、図解RC造建物の耐震補強（共著、オーム社2008）、鉄筋継手工事標準仕様書（ガス圧接継手工事）2009（共著、日本鉄筋継手協会、学術書）、 鉄筋コンクリート柱・鉄骨梁混合構造設計指針（共著、日本建築学会2020、学術書）。
日本最大級の無料オンライン大学講座JMOOCで「土木・建築」の認定講座の建築構造講師も担当した。

## 主なテクニカルアドバイザー
大阪府建築士審査会会長であり、また産学連携として大鉄工業向け「大鉄免震レトロフィット工法の開発」における仮受け部材の実験に協力・指導を行っている。

## 主な研究
- X形配筋と平行配筋が併用される鉄筋コンクリート柱のせん断強度について(建築構造) - 京都大学防災研究所との共同研究
- 制振機構付きCLT壁を有する鉄骨架構の構造性能[12] - 竹中工務店技術研究所との共同研究
- 鉄骨コンクリート造コア壁の耐震性状に関する研究
- 高強度コンクリートSRC柱の曲げ性状に関する研究
- 高炉スラグ高含有セメントを用いたコンクリートと鉄筋の付着特性確認実験(建築材料)